# 海口沙漠
海口沙漠位於屏東縣車城鄉海口村沿岸。形成的原因是恆春半島東北季風強大，其中挾帶著大量的風沙，吹到陸地上，形成了一個自然奇觀。但現今因沿岸砍伐木麻黃等防風林，致使積沙量大為減少。